# 欧洲E15公路
欧洲E15公路（E15）是欧洲的一条国际公路，为南北方向干道之一，起点为英国因弗内斯，经过法国，终点为西班牙阿尔赫西拉斯，全长约3610公里（其中英国约1040公里，法国约1250公里，西班牙约1320公里）。

## 线路
欧洲E15公路穿过以下主要城市：

- 英国：因弗内斯 - 珀斯 - 爱丁堡 - 纽卡斯尔 - Scotch Corner - 唐卡斯特 - 伦敦 - 福克斯通 - 多佛尔 - （英吉利海峡）
- 法国：（英吉利海峡） - 加莱 - 巴黎 - 里昂 - 奥朗日 - 纳博讷
- 西班牙：赫罗纳 - 巴塞罗那 - 塔拉戈纳 - 卡斯特利翁-德拉普拉納 - 瓦伦西亚 - 阿利坎特 - 穆尔西亚 - 阿尔梅里亚 - 马拉加 - 阿尔赫西拉斯

## 沿途风景

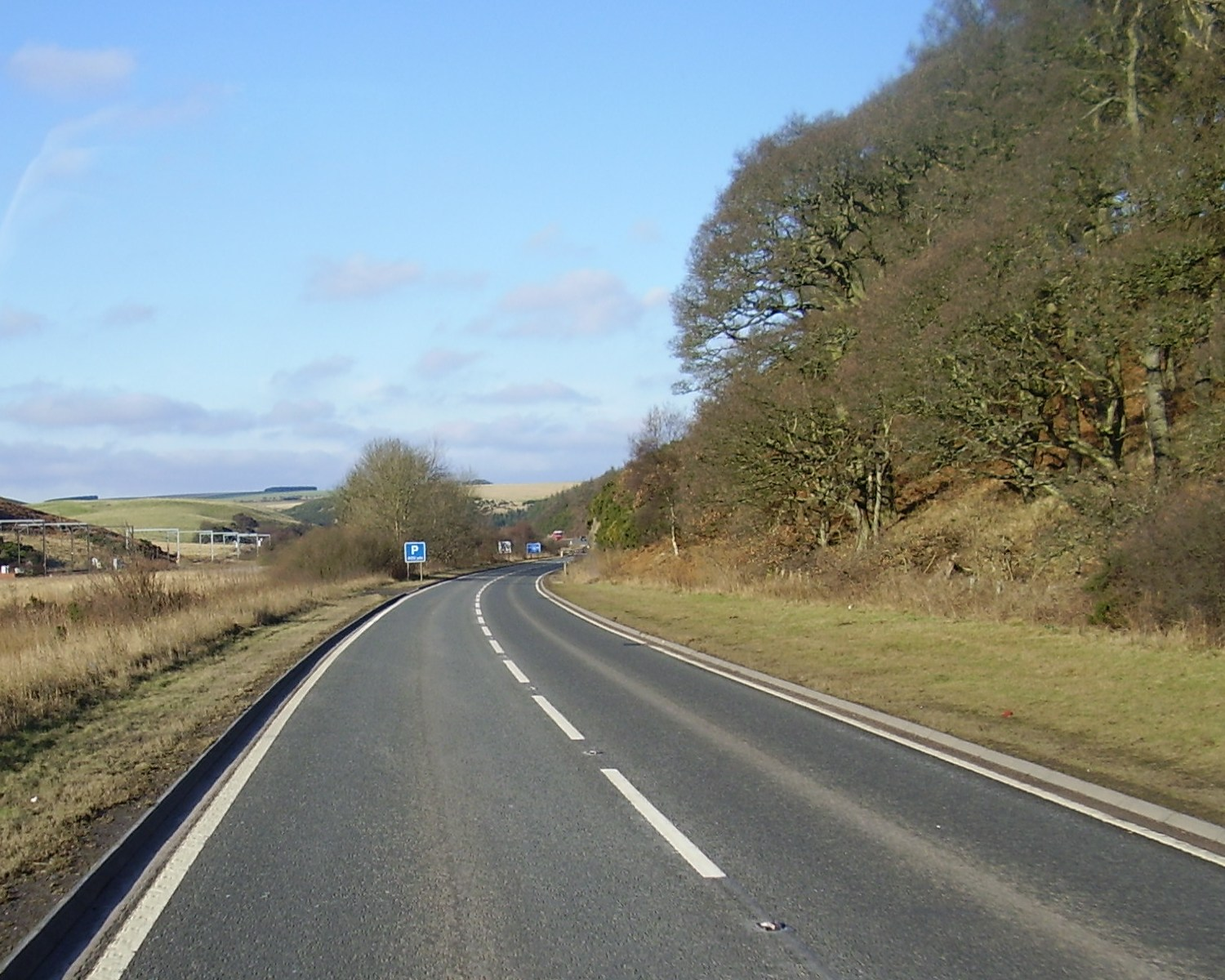
欧洲E15公路经过英国爱丁堡南部
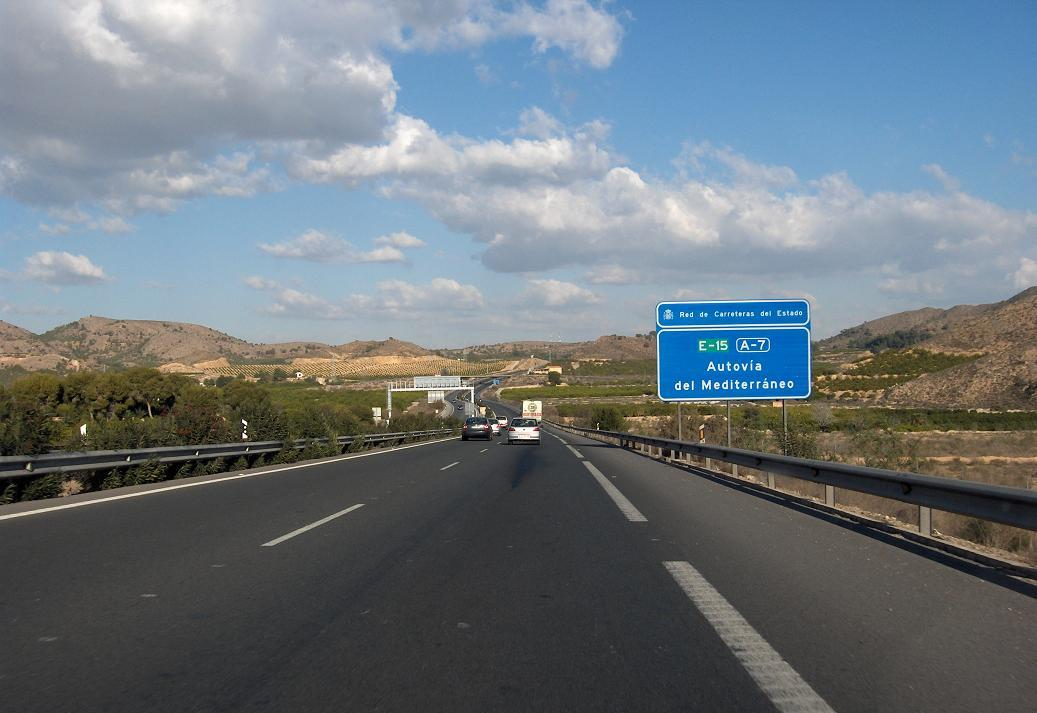
欧洲E15公路西班牙阿尔梅里亚路段
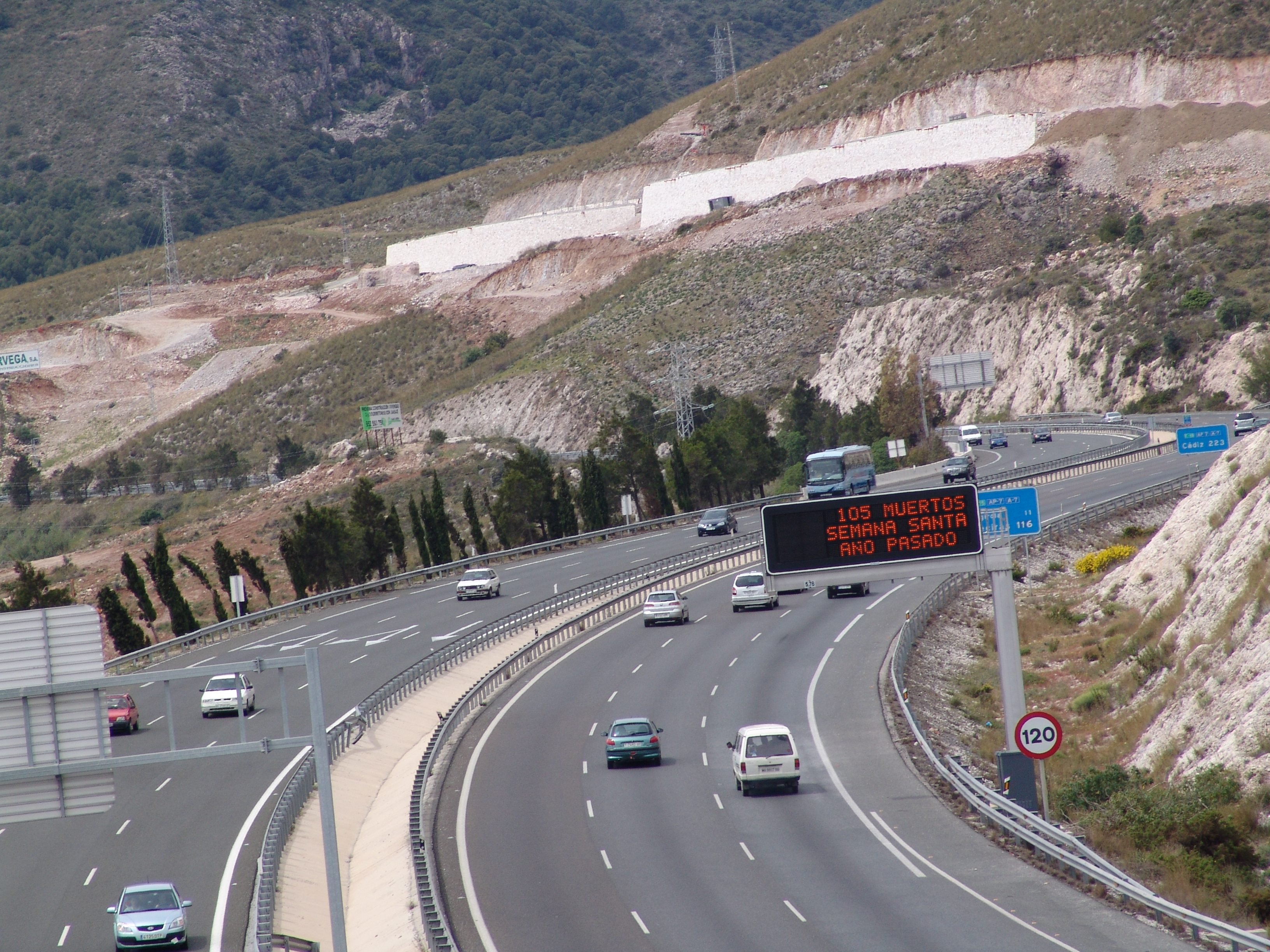
欧洲E15公路西班牙马拉加路段